# Leigh (Kent)
Pour les articles homonymes, voir Leigh.
Leigh est une paroisse civile et un village du Kent, en Angleterre.